# Eurochocolate

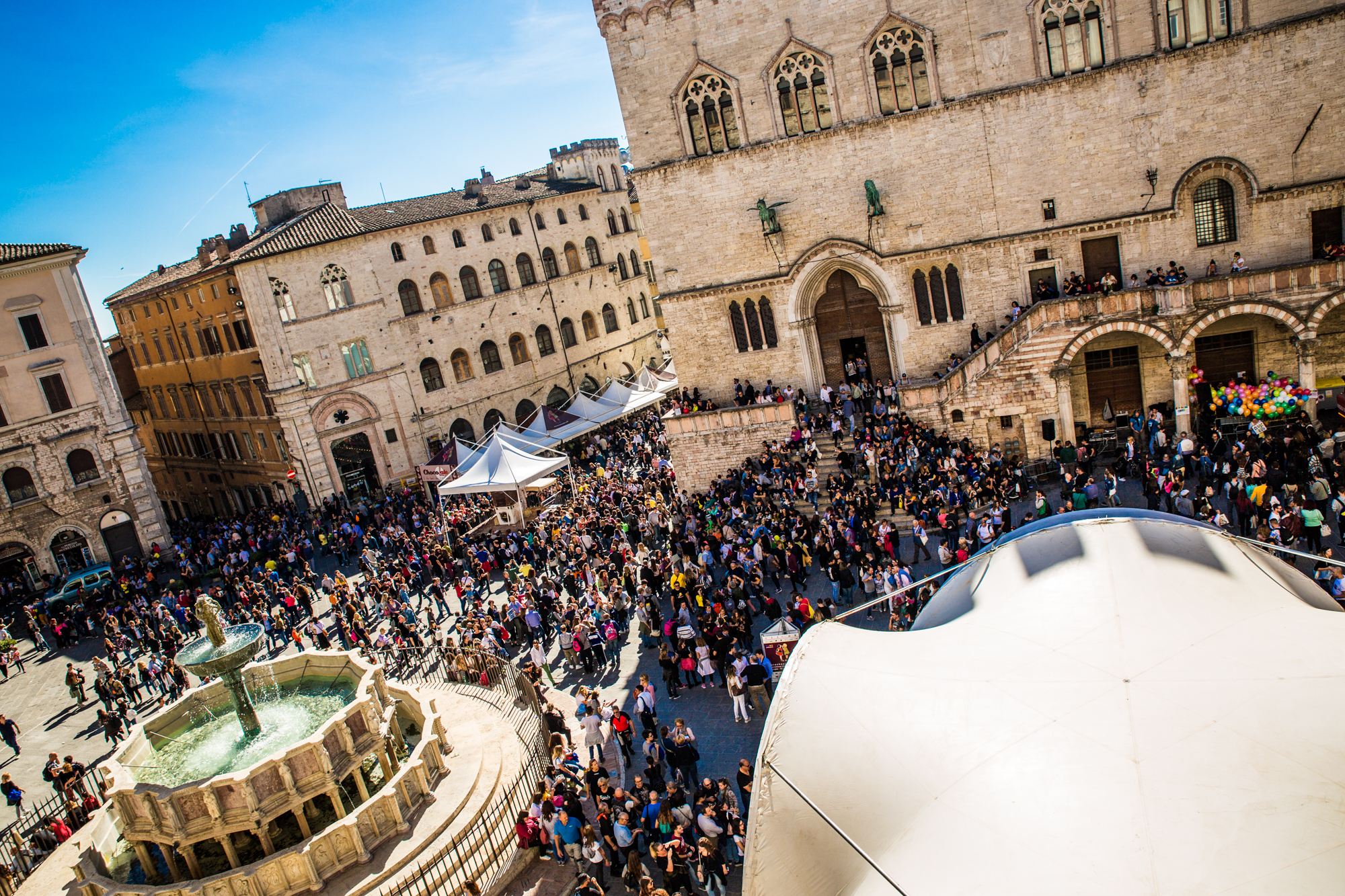
Eurochocolate in Piazza IV Novembre, a Perugia

Eurochocolate (Chocolate nei primi 3 anni della manifestazione) è una manifestazione annuale dedicata alla cultura del cioccolato. Dal 1994 al 2019 e nel 2024 si è svolto principalmente a Perugia solitamente nel mese di ottobre, mentre dal 2024 l'evento si svolge a novembre. Le edizioni dal 2005 al 2008 si sono svolte anche a Modica. 

## Storia
Creata dall'architetto Eugenio Guarducci nel 1994, la manifestazione è un appuntamento della tradizione cioccolatiera italiana e internazionale. 
Attraverso la sezione speciale Eurochocolate World, la manifestazione riunisce i paesi produttori di cacao, che presentano nella Rocca Paolina i propri usi, costumi, tradizioni e prodotti tipici a base di cacao.
La manifestazione gode dell'alto patrocinio del Ministero dello sviluppo economico e del Ministero delle politiche agricole alimentari e forestali, del supporto e patrocinio della International Cocoa Organization (ICCO), la principale organizzazione mondiale con sede a Londra dei produttori di cacao, dei trasformatori del cioccolato e dei consumatori finali.

## Galleria d'immagini

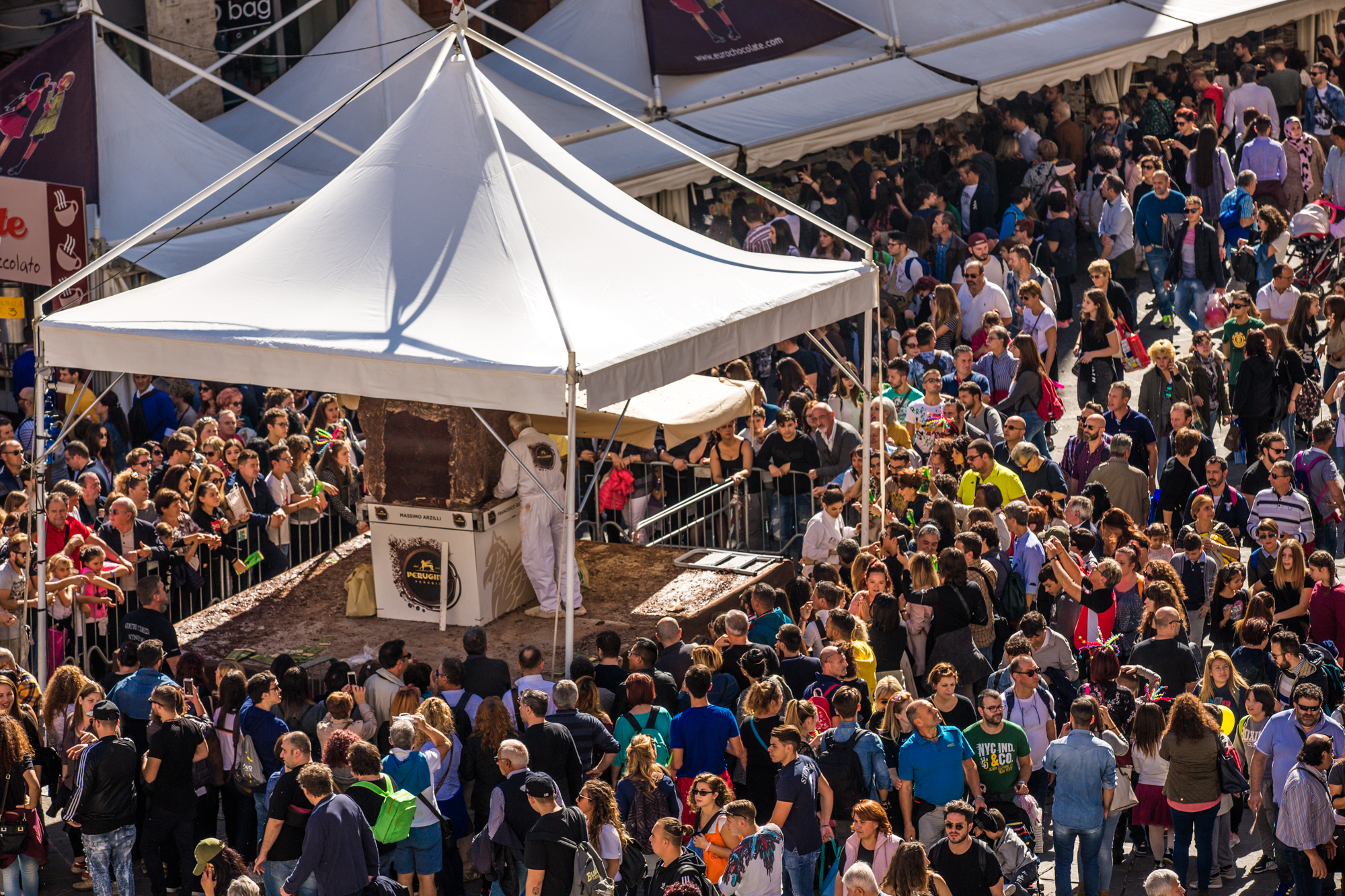
Scultura di cioccolato
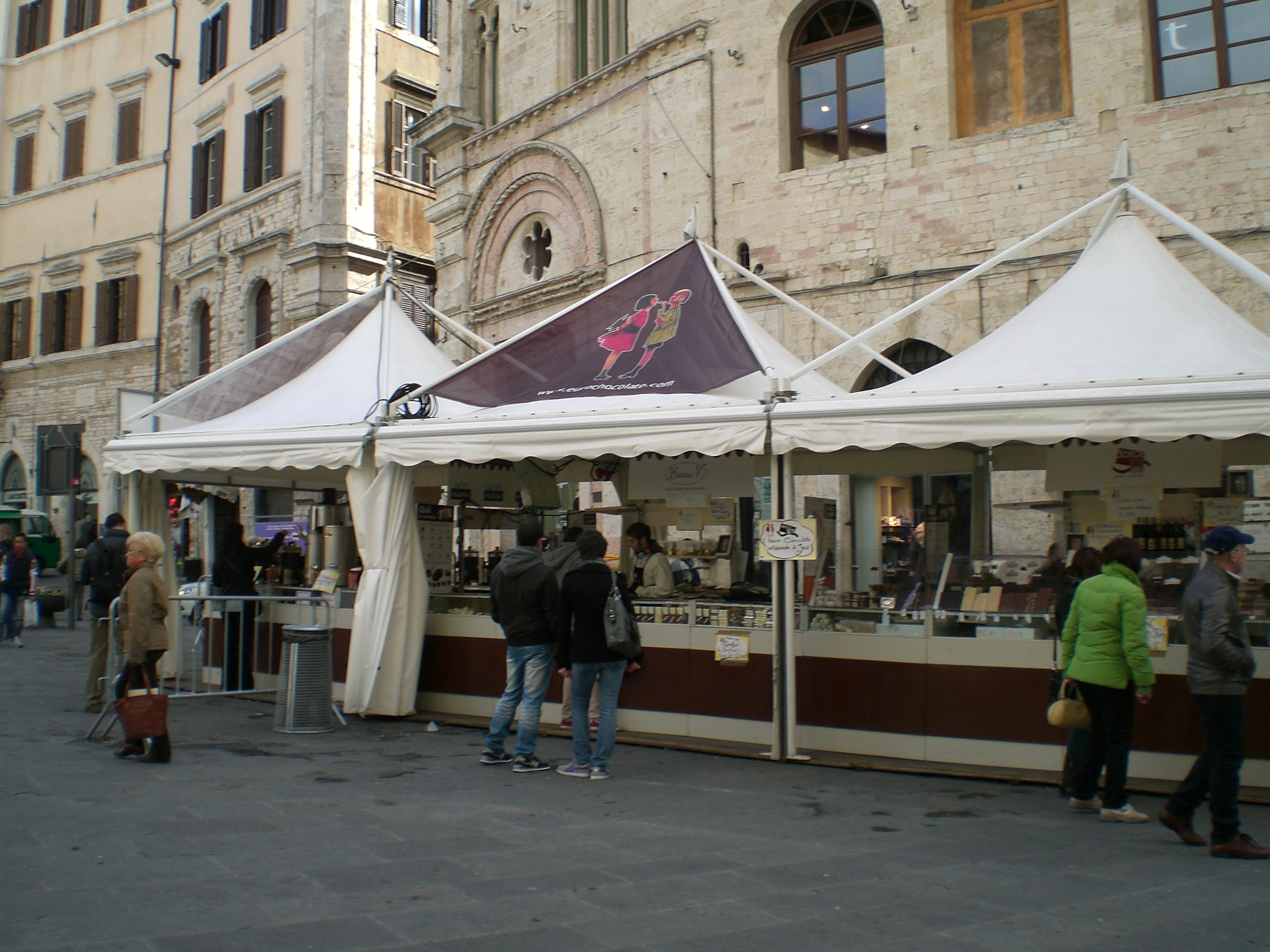
Stand
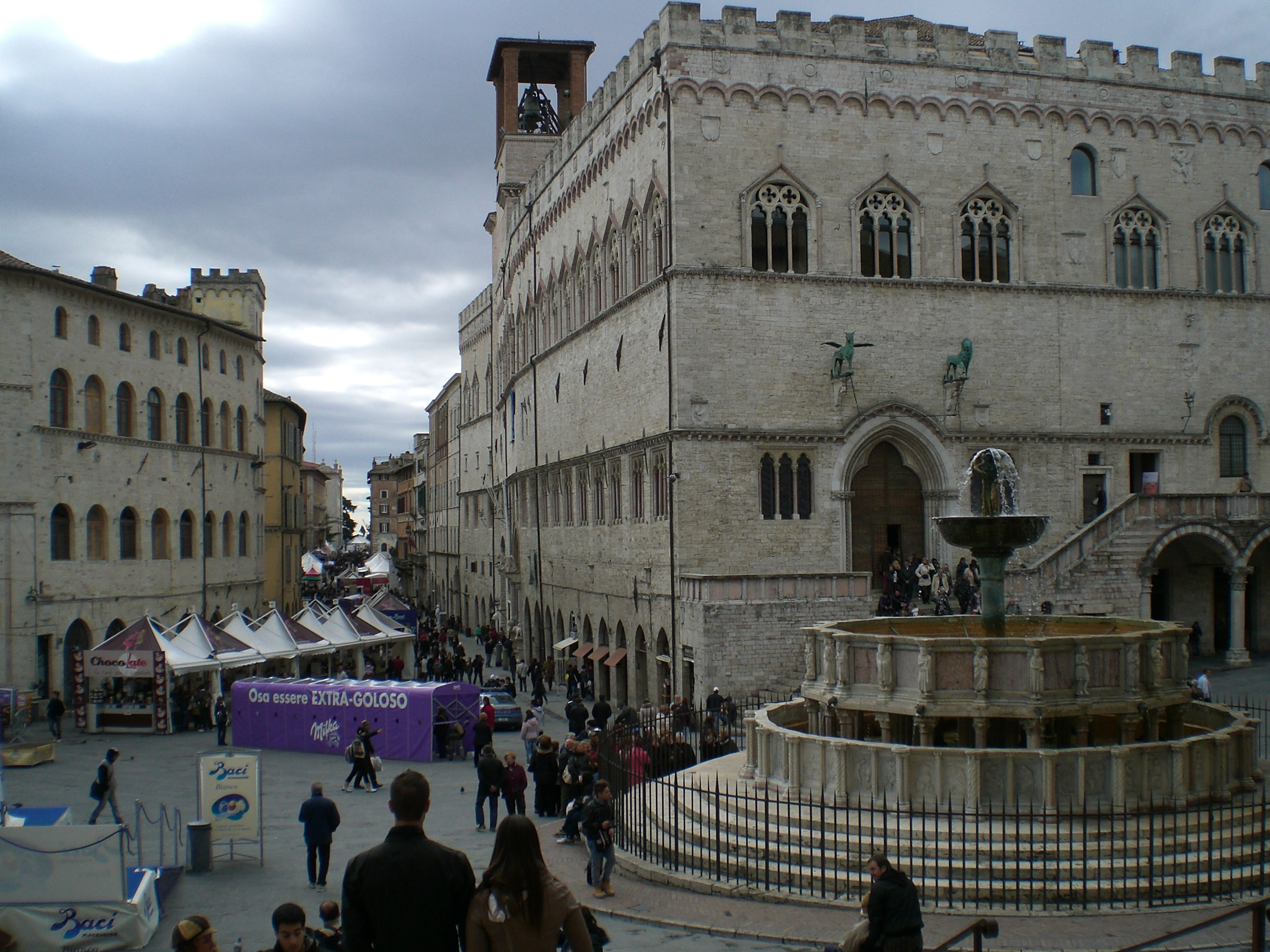
Stand
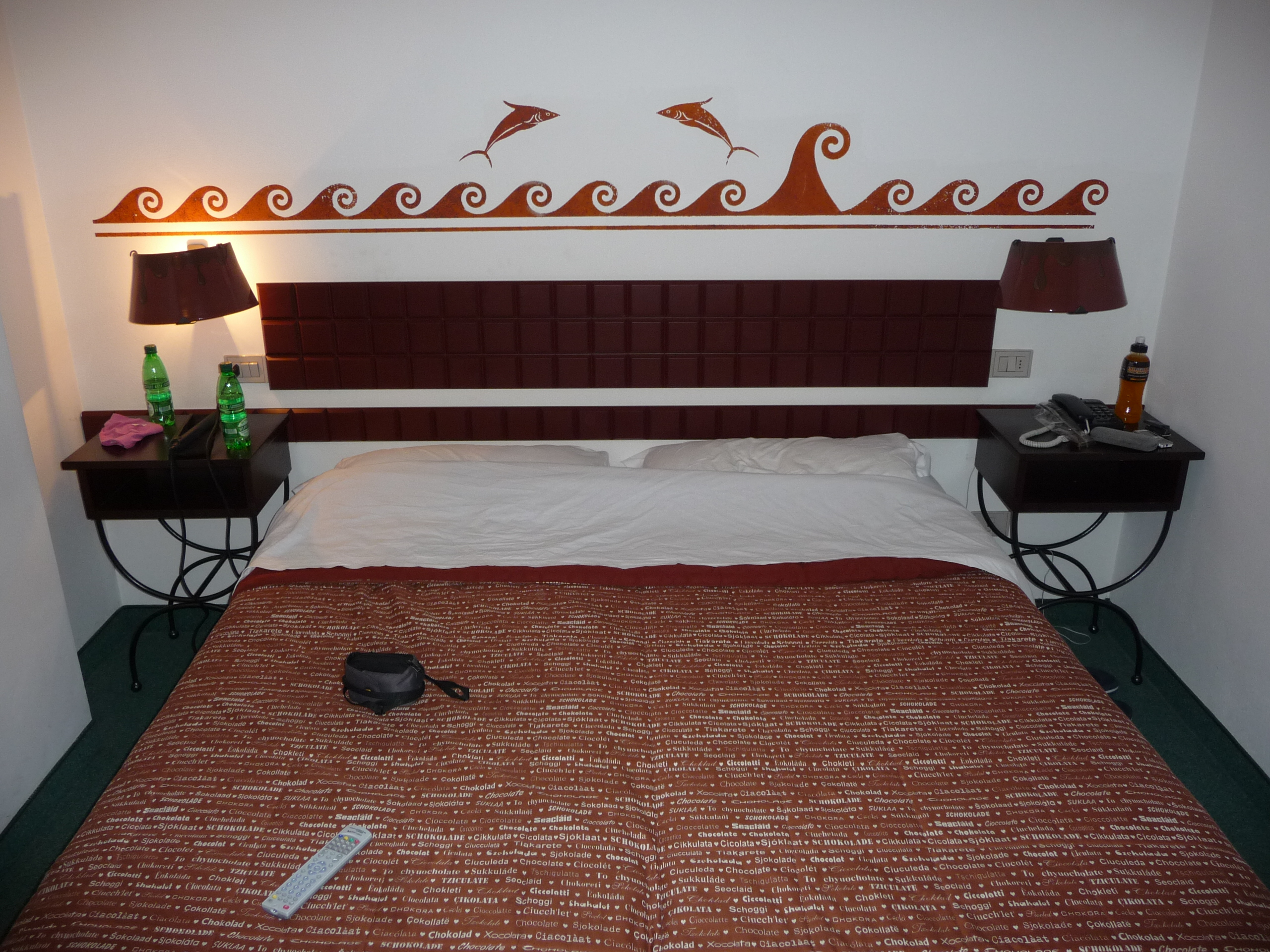
Etruscan Chocohotel
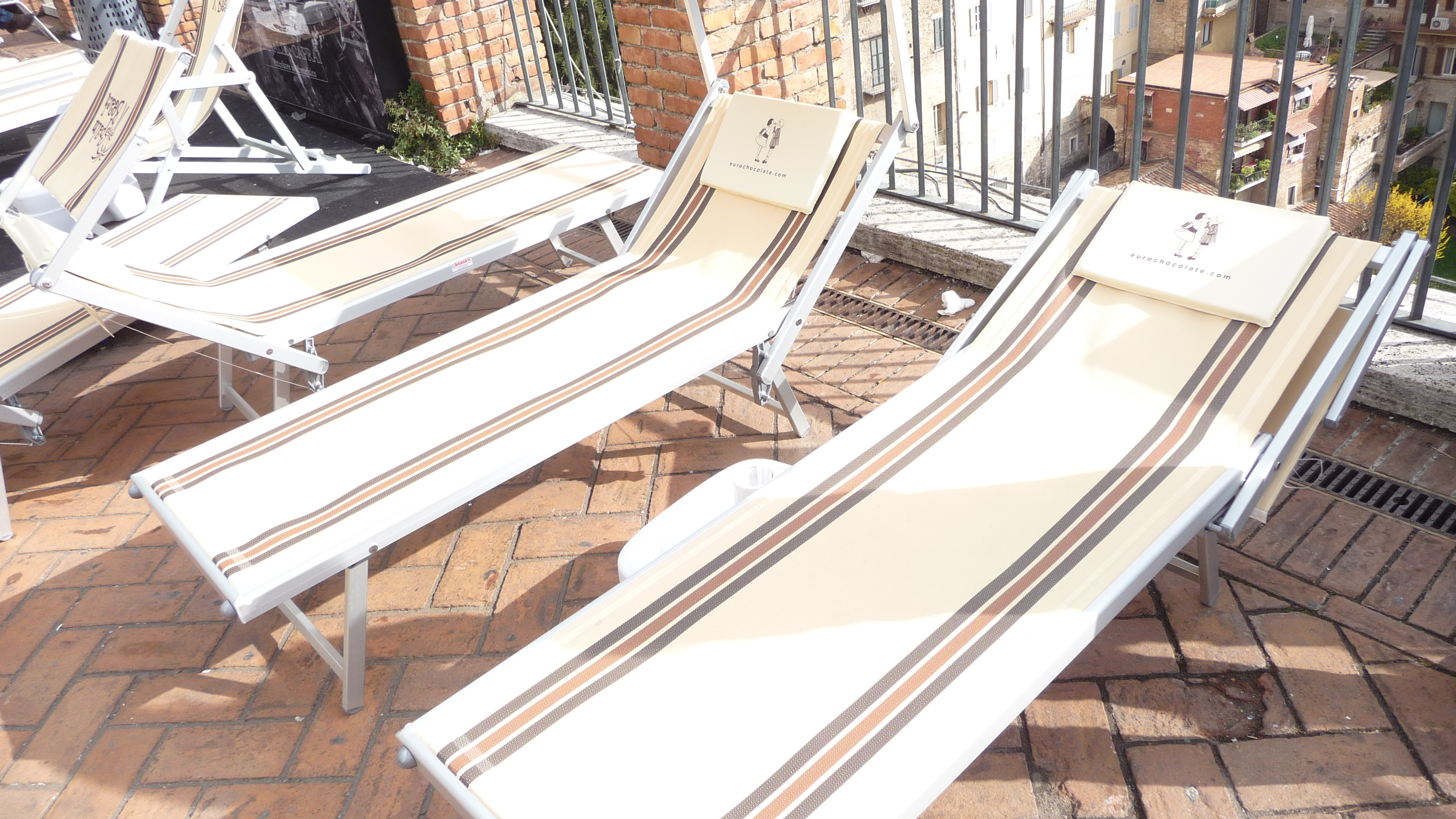
"Spalm Beach"